# Les Luthiers

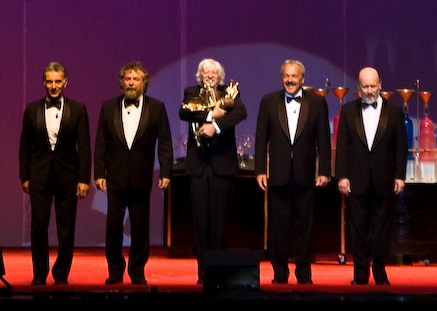
Fin d'un concert des Luthiers en 2008.

Les Luthiers est un groupe comique et musical argentin fondé en 1967 par Gerardo Masana. Le groupe jouit d'une importante popularité dans l'ensemble du monde hispanophone et a remporté de nombreux prix et décorations, dont l'ordre d'Isabelle la Catholique en 2007 et le prix Princesse des Asturies en 2017, à l'occasion de leurs 50 ans de carrière,.
La caractéristique principale du groupe est l'utilisation d'instruments réalisés artisanalement, et souvent très sophistiqués, d'où le nom Les Luthiers. Ils proposent des récitals avec des textes humoristiques pleins de saveur. De 1977 à sa mort en 2007, ils ont travaillé avec Roberto Fontanarrosa, un dessinateur et écrivain argentin reconnu.
En Janvier 2023, le groupe annonce sur les réseaux sociaux une prochaine tournée d'adieu en Amérique latine et dans plusieurs pays d'Europe.

## Composition du groupe (1967-1969)
- Gerardo Masana: fondateur, luthier, cordes, vents, voix, métal.
- Marcos Mundstock: présentation, vents, voix.
- Jorge Maronna: cordes, voix.
- Daniel Rabinovich: guitare, vents, latín, alt-pipe, bass-pipe, percussions, voix.

## Composition du groupe (1969-1971)
- Gerardo Masana: fondateur, luthier, cordes, vents, voix, métal.
- Marcos Mundstock: présentation, vents, voix.
- Jorge Maronna: cordes, voix.
- Carlos Núñez Cortés: claviers, vents, voix.
- Daniel Rabinovich: guitare, vents, latín, alt-pipe, bass-pipe, percussions, voix.

## Composition du groupe (1971-1973)
- Gerardo Masana (décédé le 23 novembre 1973)
- Marcos Mundstock (abandonne temporairement le groupe en 1971)
- Jorge Maronna: cordes, voix.
- Carlos López Puccio: latin, claviers, percussions, voix
- Carlos Núñez Cortés: claviers, vents, voix.
- Ernesto Acher: vents, claviers, voix (remplace d'abord Marcos Mundstock, puis intègre définitivement le groupe).
- Daniel Rabinovich: guitare, vents, latín, alt-pipe, bass-pipe, percussions, voix.

## Composition du groupe (1973-1986)
- Marcos Mundstock
- Jorge Maronna
- Carlos López Puccio
- Carlos Núñez Cortés
- Ernesto Acher (A quitté le groupe en septembre 1986)
- Daniel Rabinovich

## Composition du groupe (1986-2015)
- Marcos Mundstock
- Jorge Maronna
- Carlos López Puccio
- Carlos Núñez Cortés
- Daniel Rabinovich (En 2015 il quitte le groupe pour maladie. Décédé le 21 août 2015).

## Composition du groupe (2015-2017)
- Marcos Mundstock
- Jorge Maronna
- Carlos López Puccio
- Carlos Núñez Cortés (A quitté le groupe le 24 septembre 2017, après le 50ème anniversaire du groupe)
- Horacio "Tato" Turano
- Martín O'Connor

## Composition du groupe (2017-2019)
- Marcos Mundstock
- Jorge Maronna
- Carlos López Puccio
- Horacio "Tato" Turano
- Martín O'Connor
- Tomás Mayer Wolf

## Composition du groupe (2019-Aujourd'hui)
- Jorge Maronna
- Carlos López Puccio
- Horacio "Tato" Turano
- Martín O'Connor
- Tomás Mayer Wolf
- Roberto Antier (en remplacement de Marcos Mundstock décédé le 22 avril 2020)

## Discographie

### Albums studio
- Sonamos, pese a todo (1971)
- Cantata Laxatón (1972)
- Volumen 3 (1973)
- Volumen 4 (1976)
- Volumen 7 (1983)
- Cardoso en Gulevandia (1991)

### Álbums live
- Mastropiero que nunca (1979)
- Les Luthiers hacen muchas gracias de nada (1981)
- Les Luthiers en vivos (2007)
- Les Luthiers más vivos (2013)

### Hommages
- Muchas gracias Mastropiero (2007)

### Collaborations
- 1998: Lo que me costó el amor de Laura
- 1999: Alma de Saxofón 4 Vientos
- 2004: Gerardo Masana y La Fundación de Les Luthiers
- 2004: Todos somos Chalchaleros
- 2008: 40 años de Cantos Opus 4
- 2009: Antigua Jazz Band